# Драготин (Грчка)
Драготин (грч. Προμαχώνας, Промахонас) је насељено место у општини Синтика у периферији Средишња Македонија, Грчка. Према попису из 2021. године било је 184 становника. Налази се на граници са Бугарском и поред је гранични прелаз Кулата—Драготин.
Према бугарском географу и историчару, Василу Канчову, у Драготину је 1900. године живело 110 Словена хришћана. 
Од 1924. до 1925. године словенско становништво је принудно исељено у Бугарску а на њихово место је насељено 18 грчких избегличких породица, којих је на попису из 1928. године било 87.